# Diplotaxis connata
Diplotaxis connata är en skalbaggsart som beskrevs av Schaeffer 1905. Diplotaxis connata ingår i släktet Diplotaxis och familjen Melolonthidae. Inga underarter finns listade i Catalogue of Life.